# Daniel Martínez Villamil
Daniel Carlos Martínez Villamil (Montevidéu, 23 de fevereiro de 1957) é um engenheiro industrial mecânico e político uruguaio, pertencente à Frente Ampla.

## Trajetória
Nasceu em Montevidéu, Uruguai, e também possui nacionalidade francesa. Conhecido torcedor de Defensor, provém de uma família de classe média, viveu em Pocitos, estudou no Colégio Seminário e posteriormente na Faculdade de Engenharia. É pai de três filhas e avô de sete netos. Está casado com Laura Motta, conselheira do CODICEN. Desempenhou-se como presidente de ANCAP e posteriormente, como ministro de Indústria e Energia de seu país. Ocupou o cargo de Intendente de Montevidéu. Foi Senador da República, eleito pela lista 90 do Partido Socialista (Frente Amplo). Em 10 de maio de 2015, foi eleito Intendente de Montevidéu, cargo que assumiu em 9 de julho daquele ano. Desde 18 de março de 2019 encontrava-se em uso de licença como intendente para se dedicar de cheio à campanha eleitoral para as internas do 30 de junho desse ano; mas renunciou definitivamente ao cargo de intendente em 1 de abril de 2019.
É visto como uma das figuras renovadoras da esquerda uruguaia, potencial candidato à presidência nas eleições de 2019. Em maio de 2019, perfila-se como um dos pré-candidatos favoritos face às internas de junho. Conta com o apoio do Partido Socialista, da Frente Liber Seregni, de Casa Grande, do PAR (agrupamento liderado por Cristina Lustemberg e de outros setores da Frente Ampla. Sua pré-candidatura é observada com muito interesse, dado que o partido oficialista encaminha-se a processar um complexo processo de troca generacional de seus quadros dirigentes, depois de décadas de predomínio da tríade formada por Tabaré Vázquez, José Mujica e Danilo Astori.